# アリタリア航空771便墜落事故
アリタリア航空771便墜落事故 とは1962年7月8日未明にインドで発生した航空事故である。771便はシドニーとローマをダーウィン、バンコク、ボンベイ（当時、現・ムンバイ）、カラチ、そしてテヘラン経由で結ぶ定期便であった。事故に遭った771便はインド標準時で7月8日の0時10分（UTC 7月7日18時40分）にボンベイの北北東84キロメートル付近に墜落した。

## 事故機
事故機は1962年に製造され、アリタリア航空へ引き渡されたダグラスDC-8-43（機体記号：I-DIWD）で飛行時間は964時間程だった。機体の登録及び耐空証明はまだ有効で、事故の二日前の7月6日には機長が整備証明書に署名したばかりだった。事故機にはVHF受信機、 計器着陸装置、 マーカービーコン受信機、 ADF受信機、LORAN受信機、 ドップラー・レーダー、及びトランスポンダを装備していたがブラックボックスは搭載されていなかった。
機械的な問題は特に報告されておらず、機体の重心や重量も許容範囲内であった。

## 乗員
事故機には乗員が9人乗っていた。内訳は以下の通り。
- 機長は1939年よりパイロットを勤めていた50歳男性で、総飛行時間は13,700時間であり、内1,396時間はDC-8でのものだった。この機長は以前にもローマ-ムンバイ間のルートを飛行したことがあったが、その際操縦していたのはDC-6とDC-7であった上バンコクまでは操縦していなかった。機長になるために必要とされていたバンコクとムンバイの間の慣熟飛行ではテヘラン、カラチ、ムンバイ経由のルートを飛行した[2][3]。
- 副操縦士は1956年よりパイロットを勤めていた33歳男性で総飛行時間は3,480時間。この内DC-8の副操縦士としての飛行時間は1,672時間だった[2][4]。
- 航空機関士は31歳男性で総飛行時間は4,070時間で、この内DC-8によるものは386時間だった[2][5]。

機長と副操縦士は共に航法には明るかったが、専門の航空士は搭乗していなかった。上記以外の6人のクルーは全て客室乗務員であった。

## 事故の概要
771便は最初の出発地であるシドニーから45人の乗客を乗せて出発し、経由地のダーウィンでより多くの乗客を乗せ、 タイ時間で7月7日の22時16分(UTC 15時16分)に94人の乗客乗員を乗せてバンコクのドンムアン空港を出発した。フライトプランは機長による署名がされておらず、アリタリアの運用マニュアルを違反した状態になっていた
771便は22時50分にボンベイのFICに最初のコンタクトを行い、着陸時のボンベイの天気予報の確認と0時15分頃の着陸予定の連絡、そして現在36,000フィート (11,000 m)の巡航高度を飛行している報告を行った。 23時00分から17分の間にクルーは現地の天気予報の報告を地上から受けた。 当時の気象情報では小雨が降っていたが雷雨などの悪天候の報告はなかった。
23時50分に771便はボンベイの進入管制に最初のコンタクトを行い、アウランガーバード上空で20,000フィート (6,100 m)への降下開始の許可が降りた。
771便は着陸予定時刻のおよそ20分前となる23時54分36秒に35,000 - 20,000フィート (10,700 - 6,100 m)への降下を開始した。23時55分には4,000フィート (1,200 m)への降下の許可が降りた。その後23時58分04秒に天候情報が771便に伝達され、併せてQNHが29.58インチとも伝えられた。23時59分にクルーは管制官に対しRWY27に着陸したいという意思を伝える。日付が変わり7月8日の0時08分34秒に管制側からクルーへ771便がビーコン上空を旋回待機するかそのまま着陸するかの問い合わせがあった。クルーは15秒後の0時08分49秒にただ「OK」としか返答せず、どのアプローチを取るのかが曖昧になったが、その後すぐにアウタービーコン上空を旋回してから進入すると連絡した。
771便は0時08分54秒に高度5,000フィートまで降下した。アリタリア航空が提示したフライトプラン上では13分かけて100マイル (160 km)の距離を降下する旨を提示していた。771便は最低安全高度であった9,000フィート (2,700 m)や最低進入高度の4,000フィート (1,200 m)を大きく下回る3,600フィート (1,100 m)まで高度を下げた。
771便から最後に発せられた通信は0時09分58秒に行われた。これはビーコン上空を旋回する事を確認するものだった。771便はDavandyachi丘に240°の角度で墜落し、残骸は周囲の木々に引っかかった状態で散らばり、コックピットの高度計は丘の頂上から僅か5フィート (1.5 m)下の3,600フィート (1,100 m)で止まっていた。事故に遭ったDC-8は完全に破壊され、乗員乗客94人全員が死亡した。

## 原因
事故調査官は、航法エラーで実際よりは近い場所をパイロットが飛んでいると勘違いしていた、推奨安全高度を維持しなかった、あるいはパイロットがルートに明るくなかった、など様々な原因を探った。 パイロットの飲酒も当初は原因として疑われたがすぐに否定された。無線施設のチャートナンバー21は墜落事故周辺の地形を示しておらず、北に13マイル (11 nmi; 21 km)の地点に高さ5,400フィート (1,600 m)の目標物があることを示すのみだった。
その後事故調査官は最終的に航法エラーによりパイロットが本来降下するべきではない地点で降下し、CFITを引き起こしたと結論付けた。
ICAOは他にも以下の要因を副次的要因として挙げている:

1. パイロットが使用可能だった航行設備を使用せず、結果として操縦している機体の正確な位置の把握に失敗したこと。
2. 最低安全高度の無視
3. 事故現場周辺の地形に慣れていないこと